# Џон М. Чу
Џонатан Мари Чу (енгл. Jonathan Murray Chu; Пало Алто, 2. новембар 1979) амерички је филмски редитељ, продуцент и сценариста. Познат је као редитељ филма Сулудо богати Азијци (2018) и Злица (2024).

## Детињство и младост
Рођен је у кинеској породици у Пало Алту, у Калифорнији, а одрастао је у оближњем Лос Алтосу. Похађао је Школу Пајнвуд од вртића до 12. разреда.
Најмлађи је од петоро деце. Почео је да снима филмове у петом разреду, када му је мајка поклонила видео-камеру да документује њихове породичне празнике. Уместо тога је почео да снима кућне филмове у којима глуме његова браћа и сестре. Мајка му је рођена на Тајвану, док му је отац пореклом из Сичуана. Власиници су ресторана Chef Chu's.

## Приватни живот
Ожењен је Кристин Хоџ. Њихова ћерка Вилоу Чу је рођена 2017. године, а име је добила по филму Вилоу. Њихов син Џонатан Хајтс Чу је рођен 2019. Средње име је добио по филму Висине Њујорка на ком је Чу у то време радио.

## Филмографија
| Година | Српски наслов                     | Изворни наслов | Редитељ | Продуцент | Напомене          |
| ------ | --------------------------------- | -------------- | ------- | --------- | ----------------- |
| 2007.  | Тајна магичне тикве               |                | Не      | Да        |                   |
| 2008.  | Ухвати ритам 2: На улици          |                | Да      | Не        |                   |
| 2010.  | Ухвати ритам                      |                | Да      | Не        |                   |
| 2011.  | Џастин Бибер: Никад не реци никад |                | Да      | Не        | Документарни филм |
| 2012.  | Ухвати ритам: Револуција          |                | Не      | Извршни   |                   |
| 2013.  | Џи-Ај Џо: Одмазда                 |                | Да      | Не        |                   |
| 2013.  | Џастин Бибер: Веруј               |                | Да      | Не        | Документарни филм |
| 2013.  | Драги господине Вотерсон          |                | Не      | Сарадник  | Документарни филм |
| 2014.  | Ухвати ритам: Све или ништа       |                | Не      | Извршни   |                   |
| 2015.  | Џем и Холограми                   |                | Да      | Да        |                   |
| 2016.  | Камп плеса                        |                | Не      | Да        |                   |
| 2016.  | Велика илузија 2                  |                | Да      | Не        |                   |
| 2018.  | Сулудо богати Азијци              |                | Да      | Не        |                   |
| 2019.  | Ухвати ритам: Година плеса        |                | Не      | Да        |                   |
| 2021.  | Висине Њујорка                    |                | Да      | Не        |                   |
| 2024.  | Злица                             |                | Да      | Не        |                   |